# Ignacy Baranowski

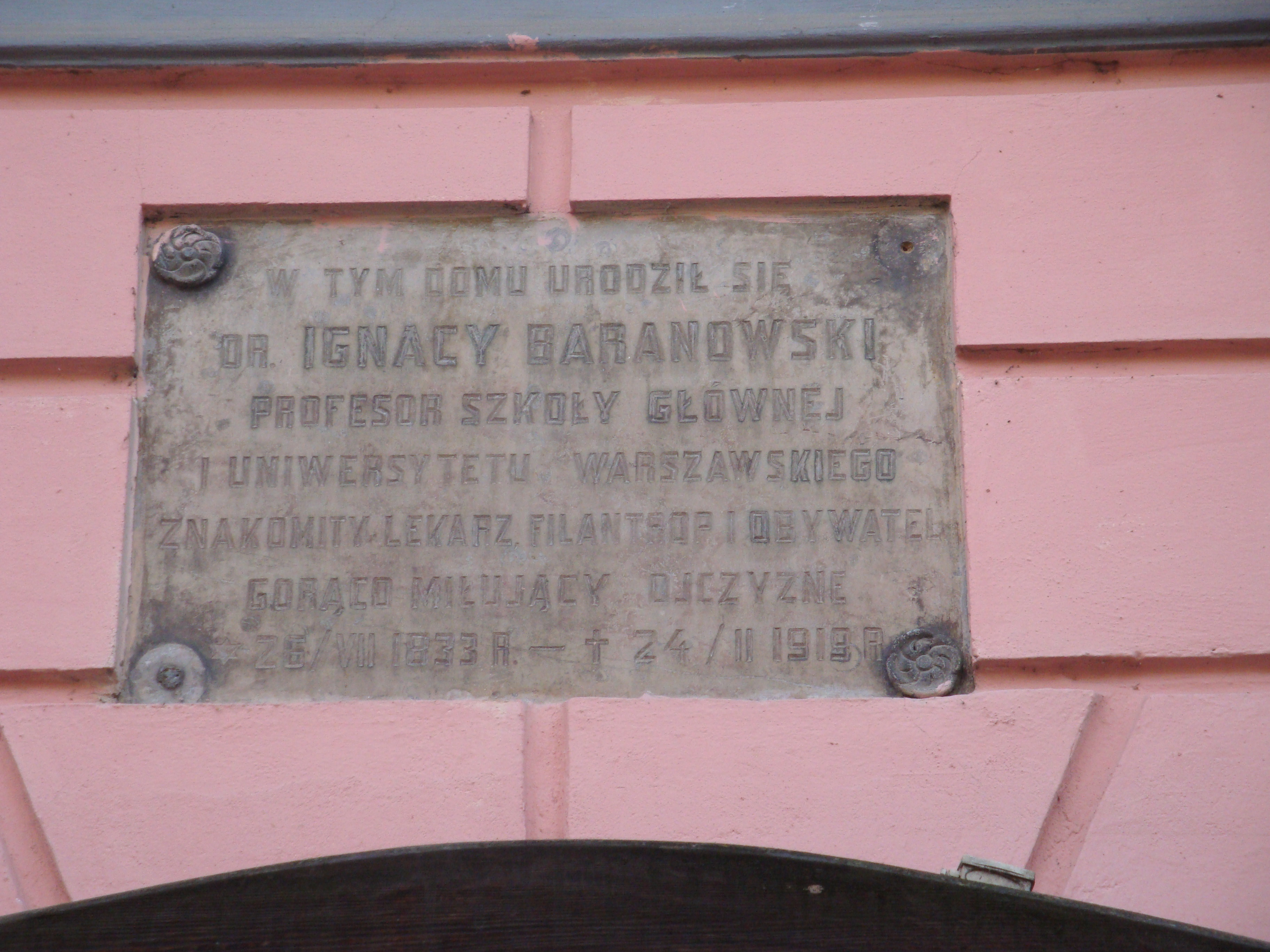
Tablica upamiętniająca Ignacego Baranowskiego na domu w którym się urodził (Lublin, Rynek 17). W tym samym domu urodził się Henryk Wieniawski

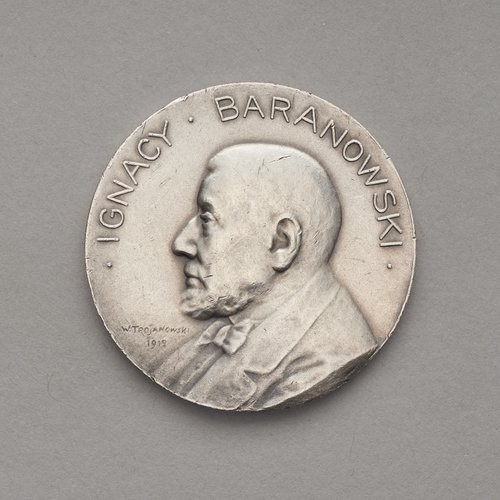
Medal za zasługi dla Towarzystwa Naukowego Warszawskiego

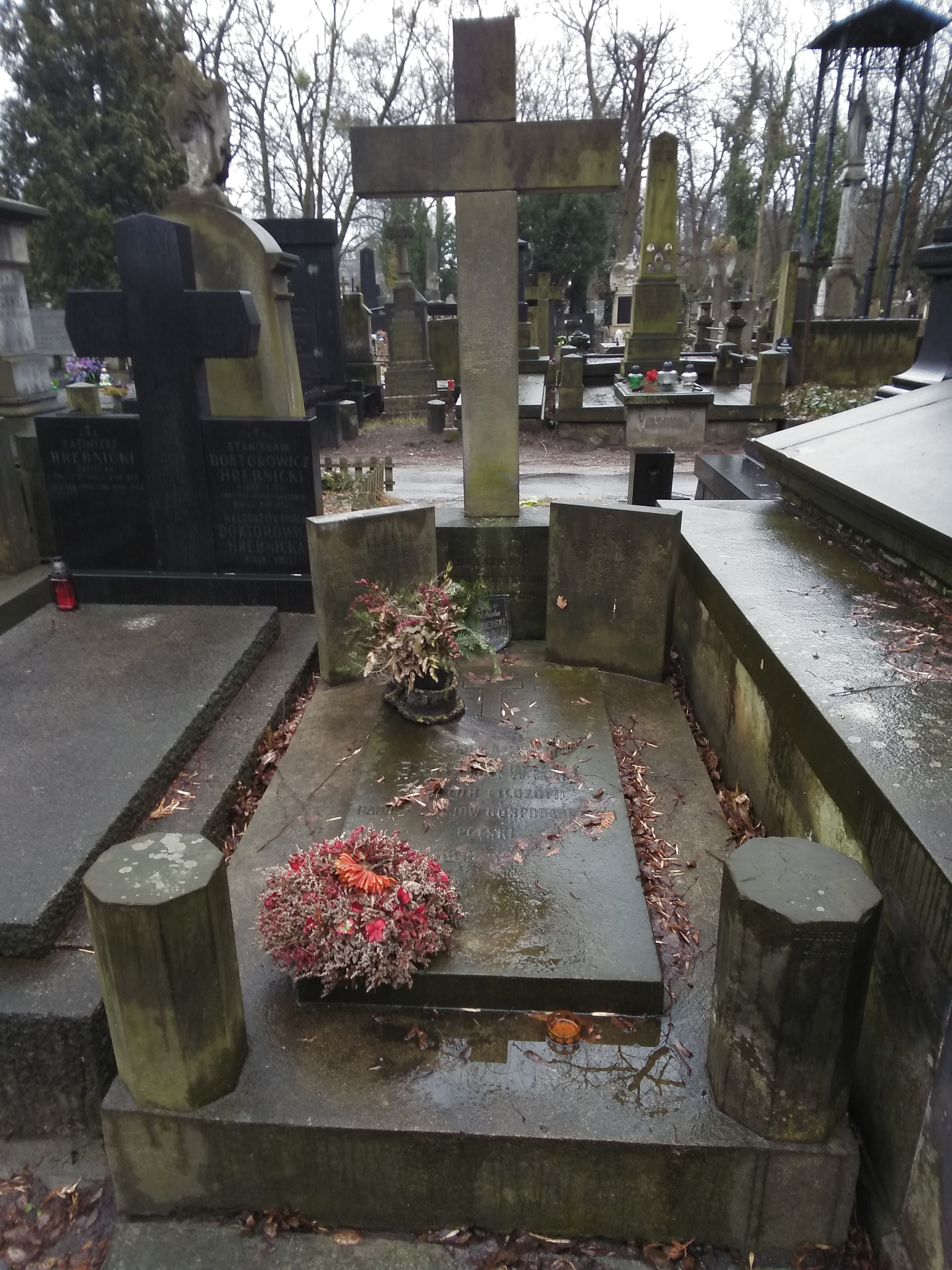
Grób Ignacego Baranowskiego na cmentarzu Powązkowskim

Ignacy Baranowski (ur. 26 lipca 1833 w Lublinie, zm. 24 lutego 1919 w Warszawie) – polski lekarz, profesor Uniwersytetu Warszawskiego. Mecenas nauk przyrodniczych, filantrop, patriota. Doktor honoris causa medycyny na Uniwersytecie Jagiellońskim.

## Życiorys
Urodził się w Lublinie, w rodzinie adwokackiej. Gimnazjum ukończył w Lublinie w roku 1851, następnie studia rozpoczął na Uniwersytecie w Dorpacie, gdzie studiował medycynę. Tam też w roku 1858 otrzymał dyplom dr. medycyny. Był członkiem Konwentu Polonia. Po studiach, w latach 1859–1860, wyjechał, by uzyskać specjalizacje. Przebywał w Berlinie (pod kierunkiem Rudolfa Virchowa, w Wiedniu (u boku Karla von Rokitansky’ego) i w Paryżu.
W pierwszym okresie pracy szczególny wpływ na niego mieli Włodzimierz Dybek i Aleksander Antoni Le Brun, a szczególnie Tytus Chałubiński.
Przeniósł się do Warszawy, gdzie pracował w Akademii Medyko-Chirurgicznej jako asystent u boku Tytusa Chałubińskiego. Był jego przyjacielem i kontynuatorem idei rozpatrywania badanych przypadków w szerokim aspekcie ogólnobiologicznym.

Jako naukowiec przyczynił się do rozwoju kultury, nauki i oświaty w Warszawie.
Od roku 1862 był adiunktem w Szkoły Głównej Warszawskiej, następnie w roku 1869 docentem diagnostyki i terapii ogólnej.
Po kilku latach pracy zdecydował się na wykłady z semiotyki chorób układu moczowego oraz z diagnostyki i terapii ogólnej w Cesarskim Uniwersytecie Warszawskim, uzyskując w 1871 roku tytuł i stanowisko profesora nadzwyczajnego.
W roku 1870 założył prywatne seminarium dla nauczycielek. Następnie w 1876 roku założył czasopismo „Ateneum” i był współnakładcą 1876–1905. W 1891 został członkiem honorowym Poznańskiego Towarzystwa Przyjaciół Nauk.
Był zwolennikiem lecznictwa nowoczesnego i naturalnego, m.in. stawiania baniek i stosowania pijawek.
Z powodu patriotycznej postawy i za obronę polskości, w roku 1882 otrzymał naganę od rektora tej uczelni, w wyniku której pominięto go w nadaniu mu tytułu profesora zwyczajnego i pozbawiono prawa wykładania.
Na żądanie rosyjskiego kuratora Aleksandra Apuchtina został zmuszony do przejścia w roku 1885 na emeryturę i opuszczenia uniwersytetu.
W roku 1900 na Uniwersytecie Jagiellońskim odbyła się uroczystość nadania mu tytułu doktora honoris causa medycyny.
Miał duży wkład w tworzenie się i rozwoju działalności Towarzystwa Naukowego Warszawskiego w jego początkowym okresie. Udostępnił Towarzystwu trzy pokoje w swym własnym mieszkaniu przy Krakowskim Przedmieściu 7, które stało się czasowo pierwszą siedzibą TNW. W roku 1908 został jego honorowym członkiem, a w roku 1912 Towarzystwo wybiło na jego cześć okolicznościowy medal.
Pośmiertnie przekazał w testamencie na rzecz TNW dużą kwotę (105 tys. rubli), z przeznaczeniem na rozwój funduszy TNW: im. Jędrzeja Śniadeckiego i im. Adama Naruszewicza.
Był członkiem Stronnictwa Polityki Realnej w 1914 roku W odpowiedzi na deklarację wodza naczelnego wojsk rosyjskich wielkiego księcia Mikołaja Mikołajewicza Romanowa z 14 sierpnia 1914 roku, podpisał telegram dziękczynny, głoszący m.in., że krew synów Polski, przelana łącznie z krwią synów Rosyi w walce ze wspólnym wrogiem, stanie się największą rekojmią nowego życia w pokoju i przyjaźni dwóch narodów słowiańskich.
Był pracownikiem Komisji Słownikowej Tymczasowej Rady Stanu.
Był aktywny społecznie. Przyczynił się do utworzenia Muzeum Tatrzańskiego, sanatorium przeciwgruźliczego w Zakopanem, jak również przyczynił się do budowy Politechniki Warszawskiej.
Czołowy działacz Czytelni Zakopiańskiej, mającej swą siedzibę w willi „Polanka” przy górnych Krupówkach, od 1904 r. przekształconej w Bibliotekę Publiczną. Wśród jej bywalców można wyróżnić takie osoby jak m.in. Piotr Chmielowski, Kazimierz Dłuski, Tadeusz Miciński, Wacław Tokarz, Marcin Woyczyński (osobisty lekarz marszałka Piłsudskiego), Stefan Żeromski, Mariusz Zaruski, Ksawery Prauss (w pierwszym rządzie wolnej Polski był ministrem oświaty), Wacław Tokarz.
Był utożsamiany ze „starszą” szkołą w obrębie polskiej szkoły filozofii medycyny.
Żonaty z „Entuzjastką” Julią z Bąkowskich. Stryj Ignacego Tadeusza Baranowskiego.
Pośmiertnie otrzymał tytuł profesora honorowego Uniwersytetu Warszawskiego. Cały swój księgozbiór zapisał Lublinowi: Towarzystwu Lekarskiemu i Bibliotece Publicznej im. Hieronima Łopacińskiego.
W Lublinie, w kamienicy Rynek 17 (zwanej kiedyś Felklowską kamienicą), w której się urodził, wmurowano tablicę pamiątkową.

## Ciekawostki
- W Zakopanem u zbiegu dzisiejszych ulic Jagiellońskiej i Kościuszki zlecił w roku 1877 wybudowanie domu Gustawowi Fingerowi.
- Popularność dr. Ignacego Baranowskiego jako lekarza uwiecznił Bolesław Prus w swej powieści „Anielka”.
- W Lublinie, w tej samej kamienicy urodził się Henryk Wieniawski (1835–1880) – skrzypek, kompozytor i pedagog.

## Publikacje
- Sprawa polska (1878)
- Obrachunki polityczne (1895)
- Równouprawnienie narodowości (1907)
- Pomnik na placu Zielonym w Warszawie (1917)
- Pamiętniki (1923).